# Wirehead
 (décembre 2018).
Si vous disposez d'ouvrages ou d'articles de référence ou si vous connaissez des sites web de qualité traitant du thème abordé ici, merci de compléter l'article en donnant les références utiles à sa vérifiabilité et en les liant à la section « Notes et références ».
Wirehead est un jeu vidéo d'action développé par The Code Monkeys et édité par Sega, sorti en 1995 sur Mega-CD. Le jeu est entièrement basé sur des séquences cinématographiques.